# Terianske plesá

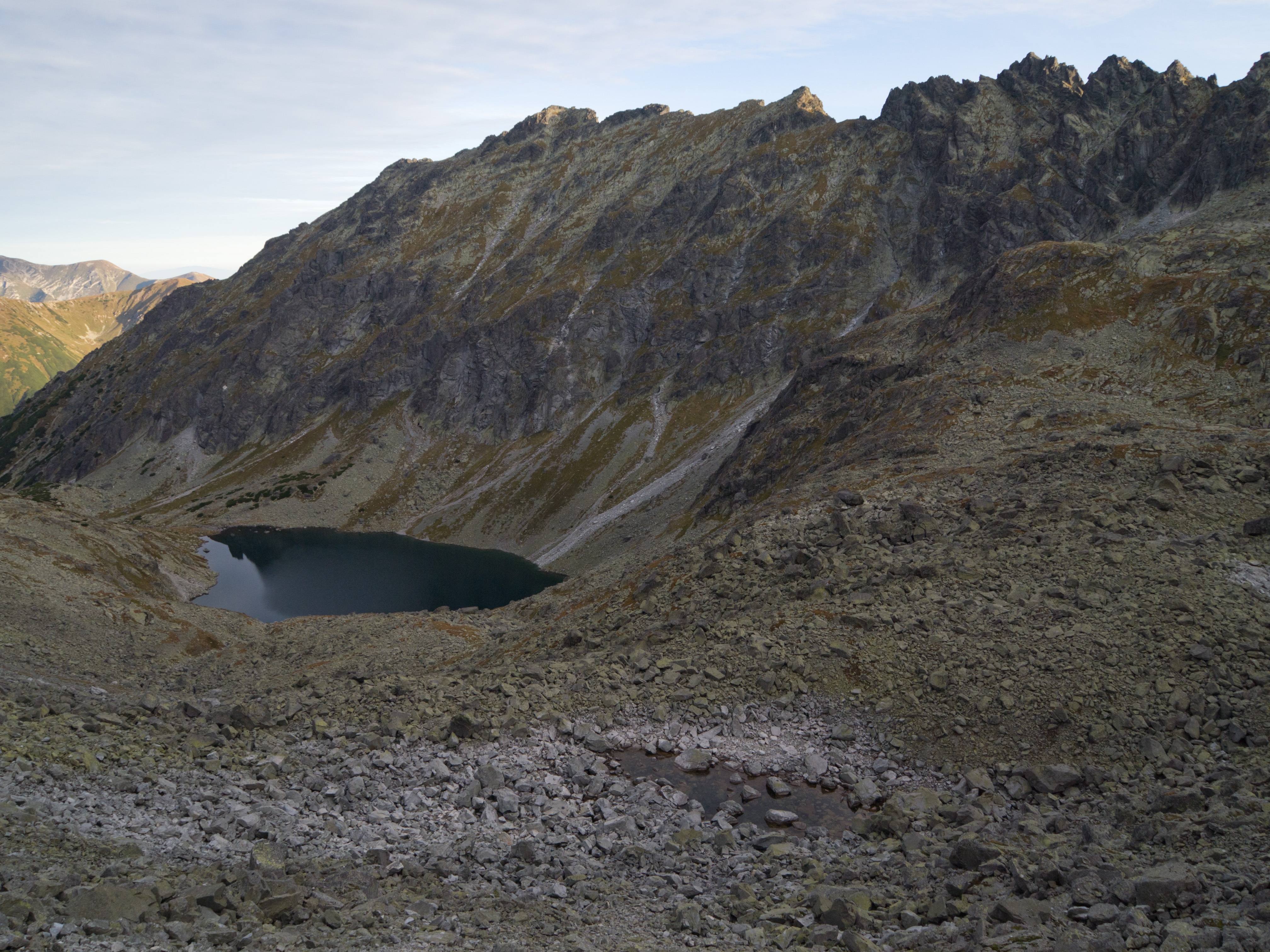
Terianske plesa (zleva Nižné, Malé)

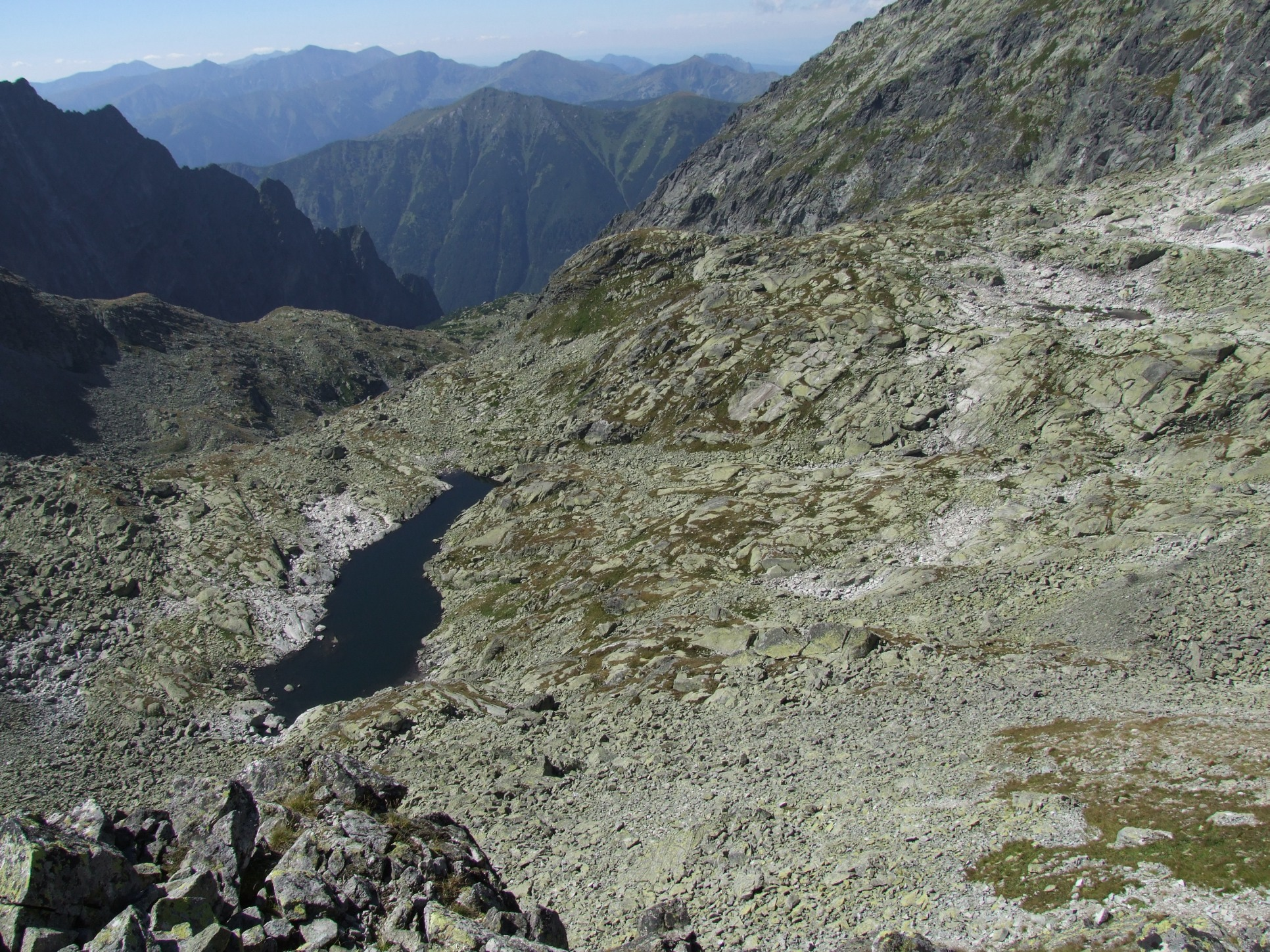
Terianske plesa (Vyšné)

Terianske plesá (polsky Teriańskie Stawy) je soubor tří ledovcových jezer nacházejících se ve Vysokých Tatrách v údolí Nefcerka.

## Plesa
| název                 | rozloha (ha) | délka (m) | šířka (m) | m.hl. (m) | objem (m³) | n.v. (m) | Souřadnice                       |
| --------------------- | ------------ | --------- | --------- | --------- | ---------- | -------- | -------------------------------- |
| Malé Terianske pleso  | 0,0368       | 40        | 16        | —         | —          | 2 115    | 49°09′55″ s. š., 20°01′04″ v. d. |
| Nižné Terianske pleso | 5,5580       | 360       | 235       | 47,3      | 871 668    | 1 940    | 49°10′11″ s. š., 20°00′46″ v. d. |
| Vyšné Terianske pleso | 0,5550       | 190       | 55        | 4,3       | 8 470      | 2 124    | 49°10′04″ s. š., 20°01′15″ v. d. |

## Přístup
Plesa stejně jako celé údolí nejsou veřejnosti přístupná.